# Kaffeine
Kaffeine — медіапрогравач для UNIX-подібних операційних систем з середовищем KDE.
Зазвичай Kaffeine використовує рушій xine, але підтримується GStreamer. Крім цього, він надає змогу використовувати бінарні кодеки для різних форматів. В рамках проєкту створено плаґін для бравзеру Mozilla, який надає змогу запускати програвач.
До основних можливостей програвача належать відтворення DVB, DVD, Video CD і CD audio.

## Функції
- Підтримка плейлистів.
- Збереження відеопотоку з файлу, скриншоти.
- Підтримка субтитрів, множинних аудіоканалів, DVD-меню.
- Видобування аудіозаписів з Audio CD.
- Інтеграція з irkick для управління за допомогою пульту дистанційного керування.

## Дивись також
- Amarok
- MPlayer
- Totem

## Майданчик тенет
- Офіційний сайт Kaffeine [Архівовано 19 грудня 2019 у Wayback Machine.]
- Підручник